# Génération Foot
Association Sportive Génération Foot w skrócie Génération Foot – senegalski klub piłkarski grający w senegalskiej pierwszej lidze, mający siedzibę w mieście Dakar.

## Sukcesy
- I liga[1]:
  - mistrzostwo (2): 2017, 2019

- Puchar Senegalu[2]:
  - zwycięstwo (2): 2015, 2018

- Superpuchar Senegalu[2]:
  - zwycięstwo (1): 2017, 2018

## Występy w afrykańskich pucharach
| Sezon     | Rozgrywki           | Runda    | Kraj    | Klub                | Dom | Wyjazd | Dwumecz      |
| --------- | ------------------- | -------- | ------- | ------------------- | --- | ------ | ------------ |
| 2016      | Puchar Konfederacji | wstępna  | Nigeria | Nasarawa United     | 0–0 | 1–2    | 1–2          |
| 2018      | Liga Mistrzów       | wstępna  | Egipt   | Misr Lel-Makkasa SC | 2–0 | 0–0    | 2–0          |
| 2018      | Liga Mistrzów       | 1        | Gwinea  | Horoya AC           | 0–2 | 1–2    | 1–4          |
| 2018      | Puchar Konfederacji | play-off | Maroko  | Renaissance Berkane | 3–1 | 0–2    | 3–3          |
| 2019/2020 | Liga Mistrzów       | wstępna  | Liberia | LPRC Oilers         | 3–0 | 0–1    | 3–1          |
| 2019/2020 | Liga Mistrzów       | 1        | Egipt   | Zamalek SC          | 2–1 | 0–1    | 2–2          |
| 2019/2020 | Puchar Konfederacji | play-off | Benin   | ESAE FC             | 0–1 | 1–0    | 1–1 (k. 3–4) |

## Stadion
Domowe mecze klub rozgrywa na stadionie o nazwie Stade Déni Birame Ndao w Dakarze, który może pomieścić 1 000 widzów.

## Reprezentanci kraju grający w klubie od 2000 roku
Stan na styczeń 2023.
| - Amadou Erasme Badiane - Chérif Bayo - Albert Bougazelli - Lamine Camara - Papiss Cissé - Fallou Diagné - Youssou Diagné - Habib Diallo - Pape Diallo - Djibril Diarra - / Khadim Diaw - Djibril Diop - Sidy Bara Diop - Jean Louis Diouf - Ngagne Fall - Babacar Gueye - Chiekh Gueye - Mame Gueye - Mouhamed Kané - Sadio Mané - Malick Mbaye | - Dominique Mendy - Amadou Dia N’Diaye - Cheikhou Omar N’Diaye - Momar N’Diaye - Pape Seydou N’Diaye - Diafra Sakho - Ismaïla Sarr - Pape Matar Sarr - Cheikh Sidibé - Ousmane Sow - Pape Sy - Désiré Segbé Azankpo - Ablie Jallow - Yankuba Jarju - Alieu Jatta - Ebrima Jobe - Bun Sanneh - Mamadou Baldé - Mohamed Niaré - Bilal Moussa |